# Reggiane Re.2002
Die Reggiane Re.2002 Ariete (Widder) war ein einsitziger Jagdbomber, der bei Reggiane in Italien gefertigt wurde und eine Auslegung als Ganzmetall-Tiefdecker besaß. Der Prototyp hatte seinen Erstflug im Oktober 1940.

## Geschichte und Einsatz
Die Vorgänger Reggiane Re.2000 und Re.2001 litten unter zu schwachen oder nicht ausreichend verfügbaren Motoren. Für die hieraus weiterentwickelte Re.2002 wurde wieder ein Sternmotor Piaggio P.XIX RC.45 verwendet. Daneben wurde das Flugwerk deutlich verbessert. Vor der endgültigen Festlegung wurden verschiedene Formen der Kabinenhaube und der Motorverkleidung getestet. Zum Untersuchungsprogramm gehörte auch die Erprobung der Aufhängung eines Torpedos unter dem Rumpf. Es konnte eine Bombenzuladung von 650 kg mitgeführt werden.
Ursprünglich wurde von der Regia Aeronautica im September 1941 ein Los von 200 Maschinen bestellt. Eine erste Serie von 100 Maschinen wurde im Juli 1943 ausgeliefert, während von der zweiten Serie vor dem italienischen Waffenstillstand am 3. September 1943 nur noch 48 fertiggestellt werden konnten. Die Maschinen wurden für gelegentliche Störangriffe auf Malta verwendet. Bei Einsätzen gegen alliierte Marinekräfte während deren Landung auf Sizilien (Operation Husky) im Juli 1943 erlitten die Re.2002 des 5° Stormo da Assalto innerhalb von vier Tagen erhebliche Verluste. In Zweikämpfen mit zumeist britischen Spitfire Mk.V gingen 14 Maschinen verloren; weitere 14 Maschinen wurden bei alliierten Bombenangriffen auf den Einsatzflugplatz der Gruppi 101° und 102° in Crotone zerstört. Nachdem am 3. September 1943 die britische 8. Armee in Kalabrien ihre Landung auf das italienische Festland begonnen hatte, flogen Maschinen der Grupo 5° vom Flugplatz Manduria aus Angriffe gegen die Landungstruppen. Ihre dort verfügbare Bewaffnung als Jagdbomber bestand neben den Bordwaffen aus einer 250-kg-Bombe unter dem Rumpf sowie zwei 100-kg-Bomben unter den Tragflächen. Bei diesen Kämpfen wurden drei Maschinen von britischen Spitfires abgeschossen.
Die etwa 40 in dieser Einheit noch verbliebenen Maschinen wurden nach dem Waffenstillstand auf der Seite der Alliierten von der Aeronautica Cobelligerante Italiana eingesetzt. Sie bekämpften deutsche Truppen auf dem Balkan sowie auf den Ägäischen Inseln und wurden zur Unterstützung von Partisanen in Norditalien eingesetzt. Die von dieser Einheit verwendeten Reggiane-Maschinen wurden nach und nach aufgrund des sich verschärfenden Ersatzteilmangels durch von den US-amerikanischen Verbündeten gelieferte Maschinen des Typs Bell P-39 ersetzt. Einige Reggiane verblieben noch als Schulflugzeuge im Dienst; sie wurden spätestens im Mai 1945 ausgemustert.
Vor dem Waffenstillstand hatte die deutsche Luftwaffe bereits 300 Maschinen des Typs Re.2002 bei Reggiane bestellt. Nach dem am 3. September erfolgten Austritt Italiens aus der faschistischen Militärallianz beschlagnahmte die deutsche Luftwaffe alle in ihrem Zugriffsbereich verfügbaren Maschinen, darunter auch eine Reihe von Maschinen des Typs Reggiane Re.2002. So erhielt die Luftwaffe zunächst mindestens 40 gebrauchte Jagdbomber von Reggiane, die 1943/1944 zum Teil Einsätze gegen die Résistance in Frankreich flogen.
Von weiteren 25 Maschinen Re.2002, die im Reggiane-Werk in der Emilia-Romagna nach längeren Verzögerungen durch Materialknappheit und wechselnde Umbauwünsche von deutscher Seite zwar fertiggestellt worden waren, konnten lediglich sieben Maschinen ausgeliefert werden, da die meisten bei Bombenangriffen durch die Alliierten zerstört wurden. Die weitgehend zerstörten Produktionsanlagen von Reggiane ließen zu diesem Zeitpunkt keine weitere Realisierung der deutschen Lieferungswünsche mehr zu. Die noch verwendbaren Anlagenteile wurden in die Fertigungsstätten von Caproni in Taliedo sowie in Biella verbracht, wo bereits weitere Teillose früherer Bestellungen der Re.2002 gefertigt werden sollten. Von zwei in Biella sowie 60 in Taliedo fertiggestellten Maschinen erreichten die deutsche Luftwaffe lediglich 25 Exemplare. Ein Teil dieser Flugzeuge kam im Rahmen der Bekämpfung der Résistance im Département Aisne, in der Vercors und in Limoges zum Einsatz; einige Maschinen wurden vom Flugplatz Étampes-Mondésir aus eingesetzt.

## Varianten
- Projekt mit BMW 801

Da die Verfügbarkeit der Piaggio-Motoren nach dem 3. September zum Problem wurde, sollten diese bei den für die deutsche Luftwaffe vorgesehenen Maschinen durch Triebwerke des Typs BMW 801 ersetzt werden, zumal die Leistungen des Piaggio-Triebwerkes nicht den Anforderungen entsprach. Aufgrund der Zerstörung der Werksanlagen von Reggiane auf dem Gebiet der Italienischen Sozialrepublik durch die Alliierten kamen diese Pläne jedoch nicht mehr zur Ausführung.
- Re.2003

Projekt eines zweisitzigen Jagdaufklärers. Einer der beiden gebauten wurde aus einer Re.2002 umgebaut.
- Die Weiterentwicklung Reggiane Re.2005 zählte zusammen mit der Macchi MC.205 und Fiat G.55 zur sogenannten „Serie 5“.

## Militärische Nutzer
- Deutsches Reich
- Königreich Italien
  - Regia Aeronautica
  - Aeronautica Cobelligerante Italiana

## Technische Daten
| Kenngröße             | Daten |
| --------------------- | --- |
| Besatzung             | 1 |
| Länge                 | 8,16 m |
| Spannweite            | 11,00 m |
| Höhe                  | 3,15 m |
| Flügelfläche          | 20,40 m² |
| Flügelstreckung       | 5,9 |
| Leermasse             | 2400 kg |
| max. Startmasse       | 3240 kg |
| Höchstgeschwindigkeit | 530 km/h |
| Dienstgipfelhöhe      | 10.500 m |
| Reichweite            | 1100 km |
| Triebwerke            | 1 × Piaggio P.XIX RC.45 mit 1.175 PS (ca. 860 kW) |
| Bewaffnung            | 2 × 12,7-mm-MG Breda-SAFAT oberhalb des Motors, 2 × 7,7-mm-MG Breda-SAFAT in Tragflächen. Unter dem Rumpf Halterung für 1 × 650-kg-Bombe, unter den Tragflächen Halterungen für je 1 × 160-kg-Bombe |